# Hans Aanrud
Hans Aanrud (3. září 1863 Vestre Gausdal, Innlandet – 11. ledna 1953 Oslo) byl norský spisovatel a dramatik.

## Život
Narodil se ve Vestre Gausdal (nyní Gausdal), v rodině Ivara Aanruda (1818–1899) a Oley Christophersdatterové (1827–1878). Měl tři sourozence: Dortheu (1853), Olause (1856) a Martiu (1860). S manželkou Wilhelmine Schjoldagerovou (1862–1928) měl dvě dcery: Aase Gulbrandsenovou (1895–1984) a Inger Lavikovou (1901–1998).
Pocházel z venkovské rodiny. Navštěvoval gymnázium, později měl soukromého učitele. Když začal být úspěšný v literatuře odjel do Oslo. Byl literárním a divadelní kritikem a v letech 1911–1923 se stal poradcem v norském Národním divadle. Během života téměř hlavní město Norska Oslo neopouštěl, zde také v lednu 1953 zemřel. 

## Dílo
Jeho dílo spojuje prvky realismu s idylou. Psal hlavně povídky, ve kterých výstižně zobrazuje klady i zápory venkovkého života. Je rovněž autorem satirckých komedií. Psal i vynikající dětské knihy, které svým dosahem překračují hranice dětské literatury.

## Výběrová bibliografie
- Fortellinger (1891, Povídky)
- En vinternatt og andre fortellinger (1896, Zimní noc a jiné povídky)
- Storken (1895, Čáp), komedie.
- Hanen (1898, Kohout), komedie
- Høyt til hest (1901, Na koni), komdie.
- Sidsel Sidsærk (1903), kniha pro děti.
- Sølve Solfeng (1910).kniha pro děti.

## Filmové adaptace
- Storfolk og småfolk (1951, Velcí a malí lidé, norský film založený na pěti autorových povídkách, scénář a režie Tancred Ibsen.[3]

## V češtině
- Čáp, přeložil Hugo Kosterka. Komedie byla hrána v Praze roku 1906 v Praze v rámci cyklu Kruhu českých spisovatelů.[4]
- Cesta do města – in: 1000 nejkrásnějších novel ... č. 68, úvod František Sekanina, ze sbírky En vinternat přeložil Hanuš Hackenschmied. Praha: J. R. Vilímek 1914.